# Track Meet
Track Meet (i Japan känt som Track Meet: Mezase! Barcelona (トラックミート めざせ!バルセロナ?)) är ett sportspel till Game Boy. I Tyskland utgavs spelet under namnet Litti's Summer Sports (godkänt av Pierre Littbarski).

## Handling
Spelet innehåller sju olika moment från olympiska sommarspelen 1992 i Barcelona i Spanien, med tävlingar i längdhopp, 100-meterslöpning och tyngdlyftning. Varje aktiv har olika styrkor och svagheter. Den som fått flest poäng blir olympisk mästare.

## Mottagande
Tyska speltidningen Power Play gav spelet 75 poäng av 100 möjliga.

### Fotnoter
1. 1 2 3  Track Meet Arkiverad 6 augusti 2011 hämtat från the Wayback Machine. på Gamefaqs
2. ↑  Kompositörsinformation på Portable Music History
3. ↑  omslag för Litti's Summer Sports Arkiverad 20 april 2014 hämtat från the Wayback Machine. på Gamefaqs